# Bryant, Washington
Bryant är en ort i Snohomish County i delstaten Washington, USA.